# Avaris
Avaris ( /ˈævərᵻs/; en egipcio: ḥw.t wꜥr.t, a veces hut-waret; en griego antiguo: Αὔαρις, romanizado: Auaris; en griego: Άβαρις, romanizado: Ávaris; en árabe: حوّارة‎, romanizado: Hawwara) fue la capital de las dinastías hicsas (Siglo XVII a. C.) en Egipto. Era la sede de los reyes hicsos del segundo periodo intermedio de Egipto. Se estima que estaba situada en la actual Tell el-Daba, al este del Delta del Nilo.

## Historia
La ciudad se construyó sobre las ruinas de un poblado del Imperio Medio que había sido tomado por los hicsos. Después de esta captura, los hicsos fortificaron adecuadamente la ciudad y gobernaron el país utilizando tecnología nunca antes vista por los antiguos egipcios, concretamente: el arco compuesto, la armadura de escamas, las dagas y espadas curvas de bronce, la utilización del caballo y los carros de guerra al final de su reinado.
El asentamiento cubría un área de cerca de dos kilómetros cuadrados. Ahora está en ruinas, pero las excavaciones muestran que fue un dinámico centro de comercio. El descubrimiento de un templo erigido en el período de los hicsos ha proporcionado objetos procedentes de todas las zonas del mar Egeo. Este templo tiene aún pinturas murales de estilo minoico que podrían ser anteriores a las que se encontraron en el palacio de Cnosos en Creta. Ha sido excavada una gran tumba de ladrillo, al oeste del templo, en donde se han encontrado objetos tales como espadas de cobre. También han sido desenterrados objetos que demuestran contactos con las primeras civilizaciones mediterráneas.
Ahmose I, el fundador de la decimoctava dinastía, conquistó Avaris poco antes de que los hicsos fueran expulsados definitivamente de Egipto. Durante su reinado erigió un palacio, construido en parte con ladrillos de la ciudadela de los hicsos, que parece haber sido usado como residencia real. El área del palacio se utilizó hasta el reinado de Amenhotep III y posiblemente hasta la época de Ramsés II. La ciudad parece que fue abandonada tras la expulsión de los hicsos, aunque quizás fue repoblada durante la decimonovena dinastía y, en ese momento, tomase el nombre de Pi-Ramsés.

## Etimología
La palabra Avaris no significa nada en egipcio, pero muchos expertos en lengua egipcia han creado a una teoría muy probable, y es que  Avar-Ysh venga de Ivri-Ysh que significa el Hebreo José, haciendo referencia al mismísimo patriarca José de Egipto que sale en el libro de Génesis. 

## Pi-Ramsés

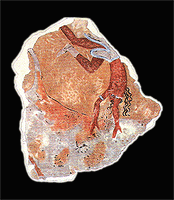
Fresco de estilo minoico hallado en Avaris.

Durante la decimonovena dinastía de Egipto, Avaris recobró su gloria pasada cuando el faraón Ramsés II fundó su nueva capital en el antiguo lugar. La ciudad se llamó Pi-Ramsés Aa-najtu que significa «la Casa/Dominio de Ramsés, Grande en victorias».
La decisión de transferir su gobierno y residencia desde Tebas al extremo norte puede haber sido motivada por razones geopolíticas. Los estados vasallos orientales de los egipcios quedan situados mucho más cerca, así como la frontera del imperio con la hostil Palestina. Los diplomáticos y la información llegarían más rápidamente al faraón. El cuerpo principal del ejército fue acuartelado también en la ciudad y podría ser movilizado velozmente.
Pi-Ramsés prosperó durante un siglo y se escribieron poemas acerca de su esplendor, diciéndose que llegó a tener 300 000 habitantes. El decaimiento de la influencia egipcia en el exterior, en la vigésima dinastía de Egipto, hizo a la ciudad menos importante. Cuándo la vigesimoprimera dinastía de Egipto estableció su capital del Bajo Egipto en otro lugar, en Tanis, al noroeste de Pi-Ramsés, la ciudad declinó.
Las cambiantes vías navegables del delta de Nilo pueden haber hecho también la zona menos accesible para el transporte fluvial. Los faraones de la vigesimoprimera dinastía de Egipto trasladaron muchos de los viejos monumentos, como estatuas, obeliscos, estelas y esfinges, desde Pi-Ramsés a Tanis.
La ausencia de monumentos en Pi-Ramsés desorientó a los primeros arqueólogos, que identificaron a Tanis como el lugar de Pi-Ramsés. Sin embargo, recientes excavaciones en Tell el-Daba y Qantir ha identificado el verdadero enclave de los hicsos, la principal Avaris, y la importante Pi-Ramsés ramésida. En décadas recientes, el lugar ha sido excavado por un equipo austriaco de arqueólogos dirigido por Manfred Bietak.
Entre los descubrimientos se incluyen los cimientos de edificios tales como palacios, templos, arsenales, almacenes y tumbas. La extensión de Pi-Ramsés sobre una amplia área de cerca de diez kilómetros cuadrados la hace una de las mayores ciudades del Antiguo Egipto.